# Vormsund
Vormsund er en by i Nes kommune i Viken fylke i Norge, ca. 50 km nord for Oslo. Stedet har 470 indbyggere i 2006. Gennem Vormsund løber floden Vorma, ned mod elven Glomma som den løber sammen med et par km sydøst for byen. Elven løber videre mod Årnes.
Vormsund var det oprindelige centrum i Nes kommune, men den nyere by Årnes ved jernbanestationen senere overtog denne position, efter at jernbanen Oslo-Kongsvinger blev etableret i 1862.
Nes er i dag delt i to kirkelige områder, hvor det gamle tyngdepunkt ved næsset og gamle Nes præstegård fortsat udgør Nes prestegjeld med den traditionsrige kirke fra 1800-tallet på Vormsund og middelalderkirken, Nes kirkeruiner som i tid strækker sig tilbage til 1100-tallet.
Vormsund har en række skoler. Gamle Nes rådhus (Lillerommen) ligger i tilknytning til Vormsund ungdomsskole. Eurocenteret er et handelsknudepunkt mellem Kongsvinger og Oslo. 
Næsset ved Vormsund var og er et af Østlandets rigeste og mest frugtbare områder. Noget af den gamle storhed kan spores i Henrik Wergelands digtning som lovpriser Vormas og Glommas møde i sit forfatterskab. Wergeland har også forfattet et hyldestdigt til provst Finckenhagen til Næs. "Jubeloldingen" Finckenhagens grav kan i dag beskues ved Nes kirkeruiner. 

## Referense
1. ↑  Tettsteders befolkning og areal, Statistisk sentralbyrå (fra Wikidata).
2. ↑   SSB: Tettsteder. Folkemengde og areal, etter kommune. 1.januar 2006